# 黑脊蛇
黑脊蛇（学名：Achalinus spinalis）为游蛇科脊蛇属的爬行动物。分布于日本，越南以及中国大陆的江苏、浙江、安徽、福建、江西、湖北、湖南、广西、四川、贵州、云南、陕西、甘肃等地，生活习性为穴居。其常生活于山区以及亦见于长江沿岸。其生存的海拔上限为1800米。

## 保护
本种于2023年被收录入《有重要生态、科学、社会价值的陆生野生动物名录》。